# Peponidium crassifolium
Peponidium crassifolium là một loài thực vật có hoa trong họ Thiến thảo. Loài này được Lantz, Klack. & Razafim. mô tả khoa học đầu tiên năm 2007.